# Nectanebo I

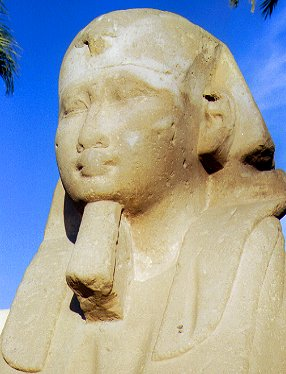
Sfinxul lui Nectanebo I la intrarea templului din Luxor

Nectanebo I sau Nekhtnebef a fost un faraon egiptean din dinastia a XXX-a ce a domnit între anii 380 și 362 î.Hr. Nectanebo I-a succedat la tron lui Nefaarud al II-lea din dinastia a XXX-a.

## Domnia
În 380 î.Hr., Nectanebo preia tronul după ce îl asasinează pe Nefaarud al II-lea, întemeindu-și propia casă dinastică. Acesta a reușit să înfrângă desele încercări ale Imperiului Persan de a recuceri Egiptul, care era ajutat adesea de polisurile grecești Sparta sau Atena.
Este cunoscut ca un mare constructor de monumente arhitectonice, de asemenea, a reconstruit numeroase temple și a ridicat un kiosk pe insula Philae, devenind una dintre cele mai mari centre religioase ale Egiptului Antic. El a mai construit temple la Elkab, Memfis și Tanis. 
Din anul 365 î.Hr., Teos devine co-regentul lui Nectanebo, iar în 362 î.Hr. îl succede la conducere. 